# ایزوبوتان
ایزوبوتان (انگلیسی: Isobutane) یک ترکیب شیمیایی با فرمول مولکولی C4H10 و ایزومری از بوتان است. ایزوبوتان ساده‌ترین آلکان با یک پیوند کربن درجه سوم است، که به عنوان یک ماده اولیه در صنایع پتروشیمی، مورد استفاده قرار می‌گیرد. در طول یک دهه گذشته، نگرانی‌ها در مورد تخریب لایه ازون توسط گازهای فریون، منجر به افزایش استفاده از ایزوبوتان به عنوان گاز برای سیستم‌های تبرید، به ویژه در یخچال‌ها و فریزرهای خانگی شده‌است.